# Isaac Beeckman
Isaac Beeckman (10. prosince 1588, Middelburg, Nizozemsko – 19. května 1637, Dordrecht) byl holandský filozof a vědec, jeden z průkopníků mechanického výkladu světa, učitel a přítel René Descarta.

## Život
Narodil se v přísné kalvinistické rodině a studoval teologii, literaturu a matematiku v Leidenu. Když se vrátil do Middelburgu, nenašel uplatnění jako pastor, protože jeho otec měl spory s místní církví. Po vzoru svého otce začal vyrábět svíčky, ale také stavěl vodovody a věnoval se i meteorologii. Roku 1616 svoji firmu prodal a šel studovat medicínu do Caen, kde 1618 promoval. Po návratu se stal prorektorem v Utrechtu. 1629 se oženil a s Catheline de Cerf měl sedm dětí. V letech 1620-1627 učil na latinské škole v Rotterdamu, kde založil "kolej mechaniky", a od roku 1627 do smrti byl rektorem latinské školy v Dordrechtu.

## Dílo
Beeckman se těšil velké úctě jako učenec a Descartes mu věnoval jednu ze svých prvních knih. Beeckmann však své názory a výsledky nepublikoval, nýbrž psal do deníků, které byly objeveny až roku 1905 a vydány v letech 1939-1953. Z deníků vyplývá, že Beeckman byl jedním z prvních novověkých atomistů, jako jeden z prvních správně popsal setrvačnost a také ukázal, že základní frekvence struny je nepřímo úměrná její délce. Odmítl také představu horror vacui a správně vysvětlil fungování vodní pumpy.